# Herrschaftliche Präsenz im Kloster Lorsch
Seit der Gründung bis zum Ende des 11. Jahrhunderts waren im Kloster Lorsch Könige, Königinnen und deren nahe Verwandte anwesend. Manche davon fanden hier sogar ihre letzte Ruhestätte.
| Wer                                  | Wann             | Belegt | Was |
| ------------------------------------ | ---------------- | ------ | --- |
| Karl der Große                       | 01.09.774        | Ja     | Anlass ist die Weihe der Klosterkirche. Karl kehrt gerade vom Langobardenfeldzug zurück. In seiner Begleitung befinden sich seine Gemahlin Hildegard, seine Söhne, Bischof Lullus von Mainz, die Bischöfe von Würzburg, Trier, Metz, Passau und andere weltliche Fürsten. |
| Hildegard, Gemahlin Karls des Großen | 01.09.774        | Ja     | Im Gefolge Karls des Großen (s. o.). |
| Lullus, Erzbischof von Mainz         | 01.09.774        | Ja     | Im Gefolge Karls des Großen (s. o.). Zum Zeitpunkt des Besuchs in Lorsch war Lullus noch nicht Erzbischof. |
| Tassilo III.                         | 796              | Ja     | Möglicherweise hielt sich Tassilo in den letzten Jahren seines Lebend als Mönch in Lorsch auf. |
| Ludwig der Deutsche                  |                  | Nein   | Da Ludwig sich das Kloster Lorsch ausdrücklich als letzte Ruhestätte wünschte, kannte er das Kloster wohl gut und wird es mit einiger Wahrscheinlichkeit auch besucht haben. Es ist aber kein Besuch zu Lebzeiten belegbar. Wie gewünscht wurden seine Gebeine am 29. August 876 im Kloster Lorsch zunächst in der Klosterkirche und später nach deren Fertigstellung in der Ecclesia varia beigesetzt. |
| Ludwig der Jüngere                   | 29.08.876        | Ja     | Ludwig leitet die Trauerfeier für seinen verstorbenen Vater Ludwig den Deutschen. Er selbst wird am 20. Januar 882 in der Grabeskirche beigesetzt. |
| Hugo, Sohn Ludwigs des Jüngeren      |                  | Nein   | Im Januar 880 wird Hugo in der Grabeskirche in Lorsch beigesetzt. Ob er zu Lebzeiten Lorsch besucht hat, ist nicht belegt. |
| Karl der Dicke                       | 885              | Ja     | Im Anschluss an einen Reichstag in Worms. |
| Arnolf von Kärnten                   | 894              | Ja     | Im Anschluss an einen Reichstag in Worms. |
| Konrad I.                            | 22.06.913        | Ja     | Konrad bestätigt anlässlich eines Besuchs in Lorsch, das Privileg der freien Abtwahl. Möglicherweise wird Konrad bei seinem Besuch von seiner Gattin Kunigunde begleitet. |
| Kunigunde, Gemahlin Konrads I.       |                  | Nein   | Möglicherweise begleitet sie Konrad I. im März 913 bei dessen Besuch in Lorsch. Sie stattet das Kloster mit reichen Schenkungen aus und wird in der Grabeskirche beigesetzt. |
| Edgitha, Gemahlin Ottos des Großen   | 939              | Ja     | Während der Kämpfe mit Eberhard von Bayern ließ Otto seine Gemahlin im Kloster Lorsch Schutz suchen. |
| Otto der Große                       | 956              | Ja     | Otto verbringt wohl mehrere Tage im Kloster Lorsch, wahrscheinlich mit großem Gefolge und seiner zweiten Gemahlin Adelheid. Anlass ist eine Neuordnung der Besitzverhältnisse und eine Bestätigung der freien Abtwahl. |
| Adelheid, Gemahlin Ottos des Großen  | 956              | Nein   | Im Gefolge Ottos des Großen (s. o.). |
| Otto III.                            | 28.09.989        | Ja     | Anlass ist möglicherweise ein Jagdaufenthalt im Odenwald oder den Wäldern Lorschs. |
| Heinrich II.                         | 1002             | Ja     | Kurze Einkehr im Kloster Lorsch, weil Heinrich an der Rheinüberquerung bei Worms durch seinen Konkurrenten Herzog Hermann von Schwaben gehindert wurde. |
| Leo IX.                              | 25.10.1052       | Ja     | Neuweihe der karolingischen Gruftkirche. |
| Heinrich III.                        | 25.10.1052       | Ja     | In Begleitung des Papstes Leo IX. (s. o.) |
| Heinrich III.                        | 06.02.1056       | Ja     | In Begleitung seine Gemahlin Agnes und seines Sohns Heinrich IV. Möglicher Anlass ist die Investitur des Abtes Udalrich. |
| Agnes, Gemahlin von Heinrich III.    | 06.02.1056       | Ja     | Im Gefolge Heinrich III. |
| Heinrich IV.                         | 06.02.1056       | Ja     | Im Gefolge Heinrich III. |
| Heinrich IV.                         | Palmsonntag 1065 | Ja     | Auf dem Weg zur Osterfeier in Worms. In seiner Begleitung Erzbischof Adalbert von Hamburg-Bremen. |
| Bertha, Gemahlin Heinrichs IV.       | 1069             | Ja     | Während des laufenden Scheidungsverfahren wurde Bertha das Kloster Lorsch als Aufenthaltsort zugewiesen. |
| Heinrich IV.                         | 01.01.1072       | Ja     | Auf der Durchreise von Worms nach Regensburg. |
| Rudolf von Schwaben                  | März 1077        | Ja     | Auf der Flucht von Mainz, wo er zum Gegenkönig gekrönt worden war, zurück nach Süddeutschland. |

Nach Ende des 11. Jahrhunderts werden keine Herrscherbesuche im Kloster Lorsch mehr registriert. Möglicherweise steht dies im Zusammenhang mit der zunehmenden Verarmung des Klosters, das nicht mehr in der Lage war, die vornehmen Besucher angemessen zu versorgen.